# لیتل هیتی
لیتل هیتی (به انگلیسی: Little Haiti) یا لا پتی هیتی  از محلات میامی, فلوریدا، ایالات متحده آمریکا است. این محله محل سکونت بسیاری از مهاجرین هائیتیایی، و نیز بسیاری از ساکنین اهل سایر نقاط کارائیب است.
لیتل هیتی بیش از همه به خاطر تبعدیان هاییتیایی در جهان مشهور است. مشخصه این منطقه خصوصیات فرانسوی–کریول آییسینی آن، زندگی خیابانی، رستوران‌ها، گالری ها، رقص، موسیقی و کسب و کارهای خانوادگی آن است.
یک مجسمه برنزی توسن لورتور پدر انقلاب هائیتی، در قلب لا پتی هیتی نصب شده است.

## خصوصیات
لیتل هیتی ۲۹٬۷۶۰ نفر جمعیت دارد و ۲٫۱ متر بالاتر از سطح دریا واقع شده‌است.